# Administración de desastres
Se entiende por administración de desastres o plan de urgencias el cuerpo de las políticas, decisiones administrativas y actividades operacionales dentro de las diferentes etapas del desastre, en todos sus niveles. También puede definirse como el conjunto de disposiciones, medidas y acciones destinadas a la preparación, respuesta y rehabilitación de la población ante desastres.[cita requerida]
Está sustentado en el conjunto de conocimientos, medidas, acciones y procedimientos, que, juntamente con el uso racional de recursos humanos y materiales, se orientan hacia el planeamiento, organización, dirección, ejecución y control de las actividades que permitan evitar o reducir los efectos de los desastres sobre la población y la infraestructura de servicios y productiva.

## Las fases en la administración de desastres
Las acciones y tareas realizadas para la administración o manejo de desastres son permanentes en el tiempo y en el espacio, conformando un ciclo comprendido por tres fases:
- El antes (prevención, preparación y alerta), que comprende las medidas y acciones diseñadas para evitar o reducir el desastre.
- El durante (respuesta), constituida por el conjunto de actividades y medidas utilizadas durante e inmediatamente después de ocurrido el desastre, para minimizar sus efectos, comprende también las labores de salvamento, búsqueda y rescate.
- El después (rehabilitación y reconstrucción), conformada por acciones para la recuperación del estado, luego del desastre.